# Pasvik Kraft
Pasvik Kraft är ett kraftföretag i Finnmark fylke i norra Norge. Företaget har en årsmedelproduktion av 423 GWh, fördelat på fyra vattenkraftverk. 
Pasvik Kraft ägs av Varanger Kraft, vilket i sin tur ägs av kommunerna Berlevåg, Båtsfjord, Nesseby, Sør-Varanger, Tana, Vadsø och Vardø.

## Gandviks kraftverk
Gandviks kraftverk, 70°00′53″N 29°06′55″Ö / 70.01467°N 29.11528°Ö, är ett vattenkraftverk i Nesseby kommun, som utnyttjar magasinen Fuglevann och Garsjøen, det senare med överföring av vatten från Gearejávri. Fallhöjden är 176 meter från Fuglevann.
Den installerade kapaciteten är 4,5 MW och medelårsproduktionen 19 GWh.

## Kongsfjords kraftverk
Kongsfjords kraftverk, 70°35′55″N 29°03′29″Ö / 70.59872°N 29.05794°Ö, är ett vattenkraftverk i Kongsfjordelva i Berlevågs kommun, som utnyttjar magasinen Gednje och Buevann med en sammanlagd volym av 88,1 miljoner m³.
Kraftverket började byggas 1938 och fortsattes under den tyska ockupationen. Det blev dock inte färdigt innan det förstördes 1944. Återuppbyggnaden påbörjades 1945. Det har två turbiner med en sammanlagd effekt på 4,4 MW. Medelårsproduktionen är 19 GWh.

## Melkefoss kraftverk
Huvudartikel: Melkefoss kraftverk
Melkefoss kraftverk 69°23′58″N 29°47′14″Ö / 69.39934°N 29.78721°Ö, är ett vattenkraftverk i Pasvikälven i Sør-Varangers kommun.
Kraftverket utnyttjar ett fall på tio meter i älven, men Enare träsk regleras som magasin för Melfoss och övriga vattenkraftverk i Pasvikälven.
Melkefoss har en kaplanturbin på 22 MW och en medelårsproduktion på 128 GWh.

## Skogfoss kraftverk
Huvudartikel: Skogfoss kraftverk
Skogfoss kraftverk 69°22′23″N 29°41′38″Ö / 69.37292°N 29.69401°Ö är ett kraftverk vid Skogfoss i Pasvik älv i Sør-Varangers kommun.
Kraftverket utnyttjar ett fall på omkring 20 meter i älven. Älven är uppdämd vid kraftverket, som har en installerad effekt på 46,7 MW med två kaplanturbiner. Årsmedelproduktionen är 258 GWh.